# Otto Günnewich

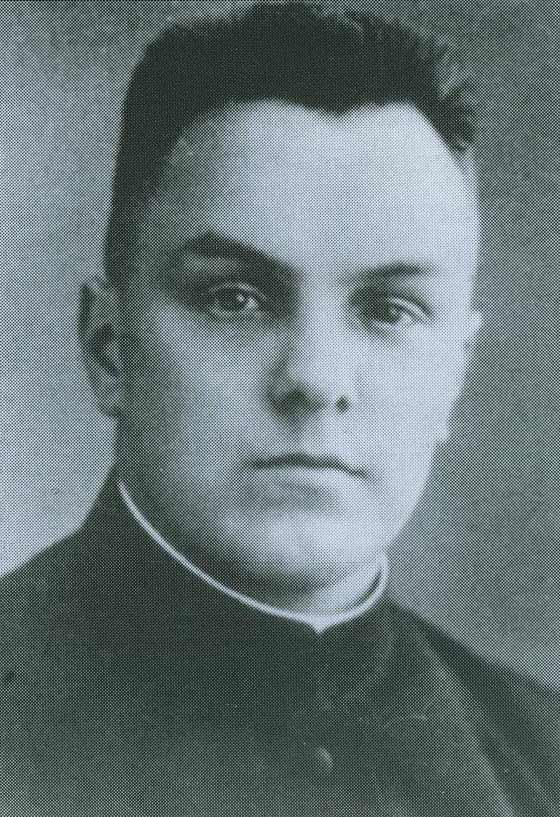
Otto Günnewich

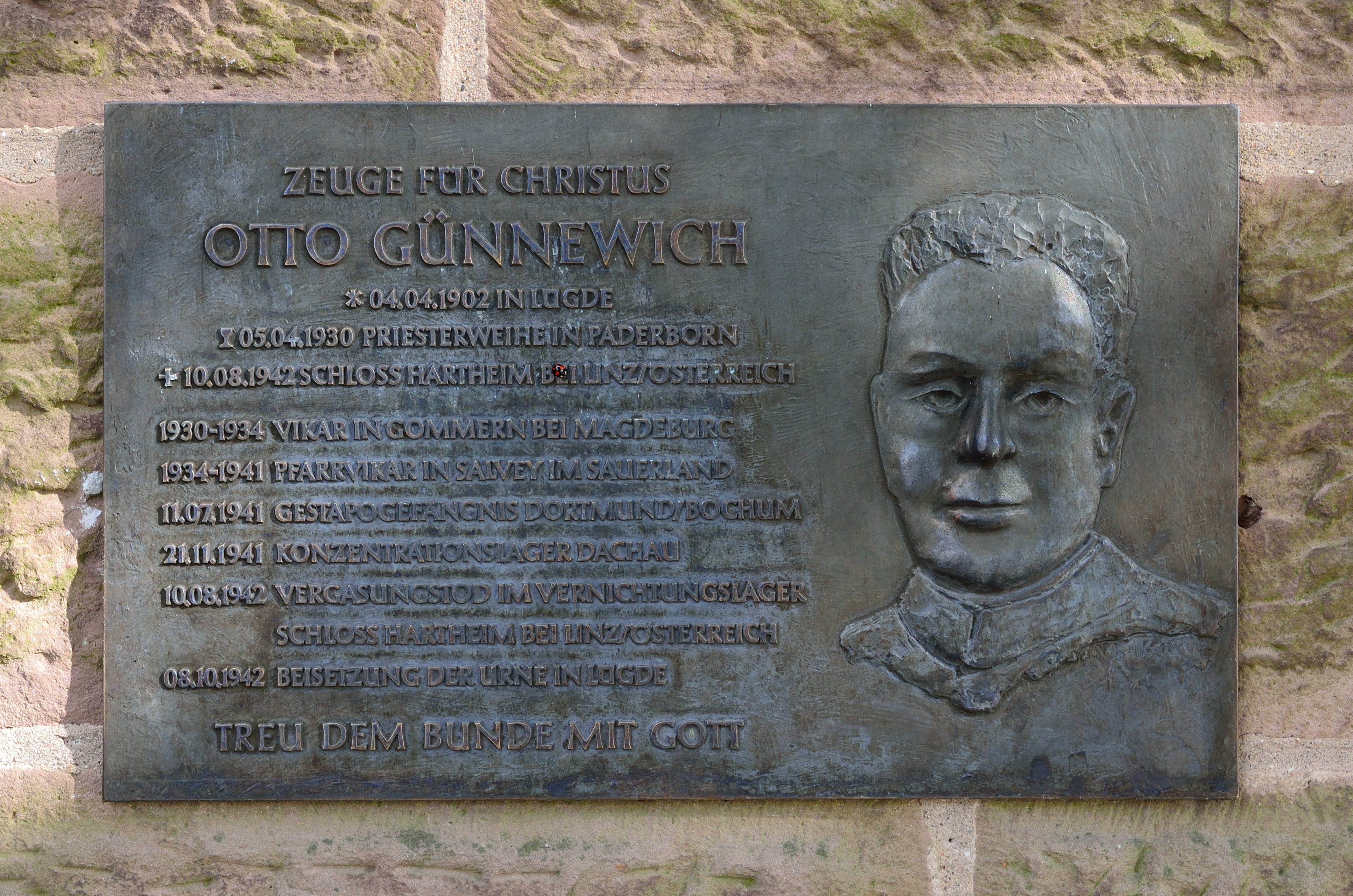
Gedenktafel an der katholischen Pfarrkirche in Lügde

Otto Günnewich (* 4. April 1902 in Lügde; † 10. August 1942 in Hartheim) war ein deutscher katholischer Priester und Gegner des Nationalsozialismus, der im KZ Dachau interniert und in der Tötungsanstalt Hartheim umgebracht wurde.

## Leben
Otto Günnewich wuchs mit elf Geschwistern in Lügde auf. 1924 begann er das Theologiestudium und empfing am 5. April 1930 in Paderborn die Priesterweihe. Anschließend war er Vikar in Gommern bei Magdeburg.
1934 wurde er Pfarrvikar in Salwey im Sauerland. Dort erregte er mit seiner entschieden kirchlichen Haltung die Feindschaft des NS-Bürgermeisters. Am 12. Juni 1941 führte er die Fronleichnamsprozession 150 Meter über die Dorfstraße in der Meinung, eine Genehmigung vom Vorjahr erlaube dies. Zwei Parteifunktionäre, die genau zu diesem Zeitpunkt durch das Dorf fahren wollten, wurden dadurch aufgehalten.
Am 11. Juli 1941 erfolgte seine Verhaftung. Er kam ins Gestapogefängnis in Dortmund und am 15. August nach Bochum in Einzelhaft. Am 21. November wurde er ins KZ Dachau deportiert. Er wurde dem Priesterblock 26 zugeteilt und erhielt die Häftlingsnummer 28707. Zwangsarbeit und Mangelernährung entkräfteten ihn. Im Sommer 1942 kam er auf die Krankenstation, wo er sich leicht erholte und Pflegehilfsdienste leistete.
Am 10. August 1942 kam er mit einem Invalidentransport in die Tötungsanstalt Hartheim bei Linz und wurde in der Gaskammer umgebracht. Die amtliche Todesursache lautete „Darmkatarrh“. Eine Urne mit Asche wurde nach Lügde geschickt und dort am 8. Oktober 1942 beigesetzt.
Einen Gerichtsprozess in seiner Angelegenheit gab es nicht. Ein Gefängniswärter in Bochum bezeugte Otto Günnewichs anhaltendes Gottvertrauen.
Die katholische Kirche hat Otto Günnewich im Jahr 1999 als Glaubenszeugen in das deutsche Martyrologium des 20. Jahrhunderts aufgenommen.